# Литл Джо-1
«Меркурий-Литл Джо-1» (LJ-1) — неудавшийся пуск 21 августа 1959 года ракеты-носителя «Литл Джо-1» в рамках программы «Меркурий» со стартовой площадки LA-1 на острове Уоллопс в штате Вирджиния. Это была попытка суборбитального полёта НАСА.

## Старт
Литл Джо-1 была разработана для испытаний системы аварийного спасения (САС) корабля и схемы приземления пилотируемого космического корабля «Меркурий». Ракета была 15 метров высотой и 2 метра в диаметре, весила приблизительно 20 тонн и заканчивалась надстройкой в 6,5 м (сам корабль и башня САС). Ракета-носитель «Литл Джо» состояла из четырёх твердотопливных ракет, собранных в пакет под одним обтекателем, и четырёх стабилизаторов.  Могла развить тягу в 1100 кН и поднять максимальный полезный груз 1788 кг (из них 460 кг весила САС — ферменная башня и двигатели).
21 августа 1959 года «Литл Джо-1» был готов к запуску, когда внезапно, за полчаса до запланированного запуска, двигатели SAS сработали и унесли космический корабль «Меркурий» со стартовой площадки. Космический корабль достиг высоты 610 метров и приземлился на расстоянии примерно 800 метров, а время полета составило 20 секунд.

## Акт об аварии
Согласно акту об аварии от 18 сентября 1959 года, неожиданное срабатывание системы аварийного спасения было вызвано переходными процессами в электрической цепи или внезапной посадкой, а анализ показал, что для срабатывания САС из-за отказа двигателя необходим сигнал должен был образоваться из-за разрушения медной пластины (busbar) аккумулятора, что могло привести к короткому замыканию. Аккумуляторы в США доставлялись из Англии разряженными и закороченными и заряжавшимися перед стартом, когда мощности становилось достаточно, происходило короткое замыкание и отправлялись странные команды, запускавшие стандартную программу для ситуации «отказ главного двигателя». Датчики определили высоту как «недостаточную» и выдали команду на взрыв пироболтов, чтобы запустить капсулу и привести в действие двигатель SAS. Позже двигатели были сброшены автоматически, а недостаточная мощность аккумуляторов не позволила команде отделить башню и выпустить парашют, после чего капсула и башня упали в море.